# Río Tercero
El río Tercero o Ctalamochita es uno de los principales ríos de la provincia de Córdoba, Argentina. Su nombre procede por ser el tercer río con que se encontraron los conquistadores españoles del siglo XVI bajando desde el norte.
En 1984 la legislatura de la provincia de Córdoba cambió su denominación oficial por "Río Tercero (Calamuchita)", reconociendo así su supuesta denominación aborigen.
Este río tiene un caudal importante a partir de la ciudad de Embalse.

## Descripción
Al igual que los otros cuatro principales ríos de la provincia (Primero, Segundo, Cuarto, Quinto), su curso fluye en sentido oeste-este; este y junto con el río Cuarto son afluentes indirectos del río Paraná, y de tal modo, afluentes superficiales de la Cuenca del Plata.
Nace en las proximidades del cerro Champaquí, a más de 2000 m s. n. m., en una zona cuyo régimen de precipitaciones (pluviales y nivales) varía entre los 600 y 1000 mm/año.  Su cuenca alta corre por el valle de Calamuchita.
A poco de salir de ese valle discurre por el menos elevado y menos ríspido valle de La Cruz hasta que ingresa en la penillanura en donde se han construido numerosos lagos artificiales escalonados (entre ellos: Cerro Pelado, Embalse Río Tercero -con su central atómica Central Nuclear Embalse y Piedras Moras) cuyas dos principales funciones son obtener energía hidroeléctrica y regular el caudal. La existencia de tales lagos aporta bienes a la economía: son atractivos turísticos e importantes centros de pesca (pejerreyes, truchas etc.). Luego de discurrir por la penillanura, ingresa en la Pampa Húmeda, donde el régimen de precipitaciones alcanza una media de 730 mm/año.
Aunque las nacientes concretas se ubican en la Sierras Grandes, por denominación oficial recién recibe los dos nombres por los cuales es más conocido (Tercero y en mucha menor medida Ctalamochita) a partir del vertedero de la represa que forma el Embalse Ministro Pistarini,. Este embalse fue inaugurado en 1936, poseyendo un área de 54,3 km².
Es el río más caudaloso de la provincia, a la que recorre prácticamente por toda su extensión en sentido O-E, posee un álveo regular y tiene un lecho bastante exento de obstáculos, pero no es navegable para embarcaciones de mediano calado (aunque desde al menos el siglo XIX existen planes para transformarle en hidrovía. Solo lo navegan pequeñas embarcaciones recreativas.
Al unirse con el río Chocancharava (más conocido como río Cuarto) a través del arroyo Saladillo, el río pasa a denominarse río Carcarañá, el cual vierte sus aguas en el Río Paraná en proximidades de la localidad de Puerto Gaboto, en la provincia de Santa Fe.
El río Tercero o Ctalamochita tiene en sus riberas, o en sus proximidades, algunas importantes ciudades de la provincia de Córdoba: Embalse, las ya reseñadas ciudades de Río Tercero, Villa María y Villa Nueva, así como las ciudades de Bell Ville, Leones etc.
La longitud aproximada del Río Tercero (sin contar su continuación en el Carcarañá)- es de aproximadamente 307 km, teniendo un caudal medio de 27,17 m³/s.

## Toponimia
Desde el siglo XVIII, la denominación más común es Río Tercero, esto es: marchando desde la ciudad de Córdoba ubicada a orillas del Río Suquía o Primero, es el tercero de los cuatro grandes ríos de esa provincia que nacen en las Sierras de Córdoba. El río Quinto, nace en la provincia de San Luis.    
En 1984 la legislatura de la provincia de Córdoba aprobó la nueva denominación oficial de los ríos Primero a Quinto, buscando reconocer los nombres que supuestamente usaban los pueblos originarios para denominarlos: Primero o Suquía, Segundo o Xanaes, Tercero o Ctalamochita, Cuarto o Chocancharava y Quinto o Popopis.
La palabra Ctalamochita (que por deformación daría origen al nombre Calamuchita), parece ser la mezcla de un vocablo comechingón ctala o tala = árbol importante, y una palabra castellana deformada. Si tal etimología es la cierta, Ctalamochita (y Calamuchita), significaría: "(zona de) muchos árboles", en referencia a la cuenca alta del río Tercero.[cita requerida]
Otra de las interpretaciones es que surge de la unión de dos palabras: Cala, que entre los comechingones tendría el significado de sierra o cordillera, y molle, por uno de los árboles predominantes en la zona. Así Cala moche hita tendría el significado de Sierras de los Mollares.
Otros más bien se inclinaban por suponer que podría derivar de la unión de los nombres de dos árboles: talas (Celtis tala) y molles (Schinus) y de allí a un sonido similar a «talamollita».[cita requerida] Pero nadie se anima a darlas como certeras ni a aportar otras más documentadas.    
Sin embargo, una versión alternativa sostiene que Ctalamochita no sería un vocablo originario. Según esta versión, el valle de Calamuchita, por donde corre la cuenca alta del río, simplemente habría sido nombrado así por los conquistadores españoles, por su parecido con el municipio español Calamocha.

## Puentes sobre el río
El río tiene los siguientes puentes desde el Embalse Piedras Moras hasta la desembocadura en el río Carcarañá:
- Puente del Dique Compensador Piedras Moras - RN 36 (en Almafuerte).
- Puente Ferroviario FCGBM (en Río Tercero).
- Puente RP Nro. 6 (en Río Tercero).
- Puente Este (en Río Tercero).
- Puente Los Potreros (en zona rural 32° 9'3.98"S 64° 1'38.86"O) El cual está en parte derrumbado, transformado en un pasaje para peatones y biciclos.
- Puente Oeste (en Villa Ascasubi).
- Puente Este (en Villa Asasubi) Popularmente conocido como Puente Viejo.
- Puente RP Nro. 10 (en Pampayasta).
- Puente Andino - RN 158 (en Villa María).
- Puente Vélez Sarsfield (en Villa María - Villa Nueva).
- Puente Juan Domingo Perón (en Villa María - Villa Nueva).
- Puente Alberdi - RP Nro. 4 (en Villa María - Villa Nueva).
- Puente Negro - Ex FCBAyP (en Villa María - Villa Nueva).
- Puente RP Nro. 2 (en Villa Nueva).
- Puente Carcano (en Ramón J. Carcano).
- Puente Ballesteros (en Ballesteros).
- Puente Morrison (en Morrison).
- Pasarela "Cacho Domínguez" (en Bell Ville).
- Pasarela "Martín Malharro" (en Bell Ville).
- Pasarela "Candiotti" (en Bell Ville).
- Pasarela "Portal del Río" (en Bell Ville).
- Puente Sarmiento (en Bell Ville).
- Puente Frondizi (en Bell Ville).
- Puente de la Historia (en Bell Ville).
- Puente general Bustos (nuevo)y Puente Sturla (en Bell Ville).
- Puente Monte Leña (en Monte Leña).
- Puente San Marcos Oeste (en zona rural 32°39'32.94"S 62°31'31.22"O).
- Puente San Marcos Este (en zona rural 32°41'51.42"S 62°28'54.82"O).
- Puente Monte Buey (en zona rural 32°51'22.40" S 62°23'7.97"O).